# Ткацтво мая

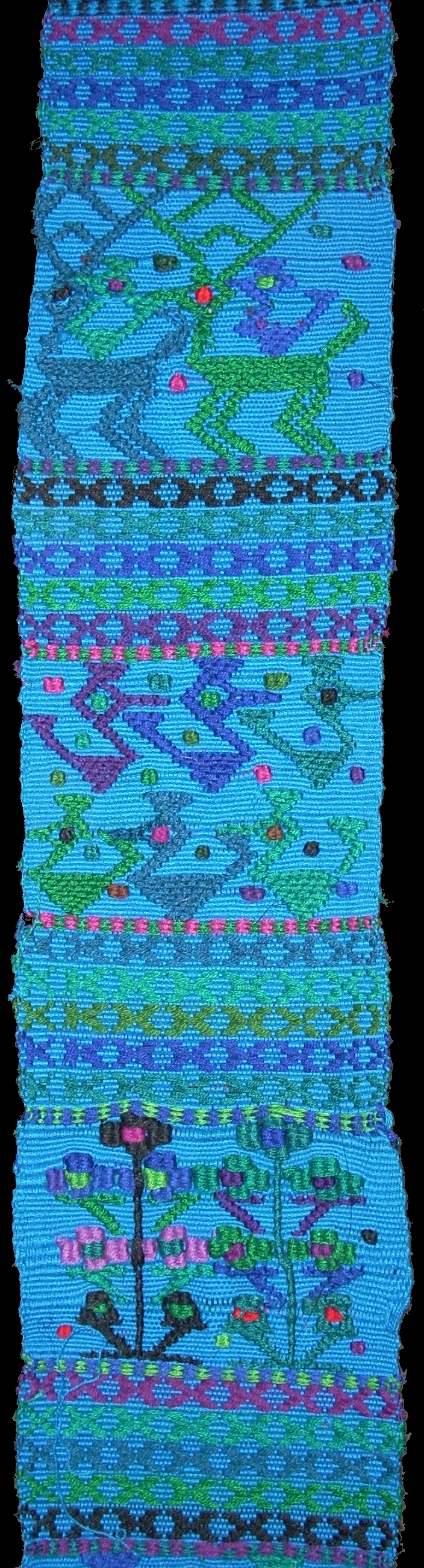
Стрічка для волосся-саш

Ткацтво мая — одна з важливих форм господарської діяльності народів цивілізації мая. Досягло значного розвитку порівняно з іншими традиціями ткацтва у месоамериканських культур. Внаслідок несприятливих кліматичних умов натепер не збереглося, за винятком кількох не надто виразних фрагментів, жодної стародавньої тканини мая. Тому ткацька справа відома лише за згадками іспанських авторів XVI ст. і по зображеннях тканин на скульптурах, кераміці, фресках.

## Матеріал та знаряддя
Нитки виготовлялися з волокон з виду агави відомого як магей, осоки і інших рослин, також з різних сортів бавовни (найпоширеніший був білий — з бавовнику Gossypium herbaceum, інший — світло-коричневий називався cuyuscate). У пізній час ацтекські торговці ввозили для цієї ж мети фарбовану кролячу вовну, яку виготовляли в Оахаці міштеки.
Знаряддями служили веретено завдовжки 25-30 см. Воно ставилося в чашу, створену з гарбуза (на початковому етапі), в пізніші роки — створювали керамічні чаши (особливо у класичний період). До цього додавався найпростішого виду ткацький верстат, що кріпився одним кінцем до дерева або стовпа житла. Основа прив'язувалася до нНижньої дерев'яної планки (шунче). Товста мотузка тягнулася до попереку ткалі.

## Технологія
Ткацтвом в мая займалися виключно жінки. Волокна спочатку мити та чистили, потім підсушували. В залежності від види тканини її фарбували до або після (чи зовсім не займалися цим). Ткалі мая досягли високої майстерності у виготовлені тканини. Відома, що щільність нитки в тканині досягала — до 100 ниток на 2,5 см.
Існувало домашнє виробництво тканин — зазвичай ним займалися звичайні члени громад для побутових потреб родини, а також професійне — високої якості для продажу, для потреб знаті, жрецтва, храмів, володарів та їхніх родин. Втім жінки та доньки знаті та правителів також займалися ткацтвом.

## Види
Існували різні види ткацької техніки: парчева, гобеленова, наскрізний візерунок. Крім того, були й різні способи прикраси тканини: нанесення малюнків спеціальними глиняними штампами, розшивання нефритовими і перламутровими намистом і дисками, вишивка. Маянські ткалі створили найякісну тканину — манта, що перетворилася на важливий товар у торгівлі мая. Манта мало прямокутну форму й численне застосування: ковдра, сукня, «двері» у приміщення. Виготовляли також широкі стрічки для волосся — саш (у кожному регіоні були свої традиції та забарвлення).
Окремою спеціалізацію мали маянські майстри гобеленової техніки ткацтва. Вони не застосовували верстат, а користувалися гачком, тобто фактично це було в'язання. Втім цим методом створювався одяг, торби, лантухи, головні убори. 
На них наносили візерунки, що значили найвагоміші події або процеси у житті мая. Візерунки носили зображення тварин і різних стихій, а також абстрактні геометричні малюнки: ромб (Всесвіт), ропуха (бога дощу), змії (родючість землі), три вертикальні лінії (громада, її історія, створення світу). В центр ромбу поміщали метелика — символ сонця і центр космосу.
Спеціфічною формою ткацтва було створення були плетіння кошиків та циновок (pop). Дотепер не збереглася жодна. Відомі лише у фресках та кераміці. Так, в розписах Яшчилану представлені прекрасні кошики, прикрашені складним візерунком, на посудині з Вільяєрмоси — гамак; стели Копана і Кіріґуа показують зразки циновок. Остання мала декілька призначення: символ влади володаря, для застилання підлоги, на неї клався посуд для їжі, спали на кшталт матраца.

## Фарби
Для фарбування тканин застосовувалися різні барвники як мінерального (глини, окис заліза), так і рослинного походження (індиго, ачіоте). Відома була також фарба, що видобувається з одного виду молюсків (Puppura patula).
Червона фарба виготовлявся з кошенілі — дрібних комах, що водяться на двох видах кактуса. Інша комаха цієї родини — niin (Llaveia axin) використовувалося для закріплення барвників (до відкриття цього використовувалася сеча). Отриманий з нього жир змішувався також з фарбами для розпису керамічних посудин, вживався для розмальовки обличчя і тіла, при виготовленні лаку для гарбузових посудин та ін. Для виготовлення улюбленого блакитного кольору мая використовували хромо-залізисту глину, для чорної — вугілля або попіл, для червоної — ачіоте, жовтий — окис заліза.